# Puchar Narodów Afryki 2015 (kwalifikacje)/Grupa C
W grupie C eliminacji Pucharu Narodów Afryki 2015 grały:
- Burkina Faso
- Angola
- Gabon
- Lesotho

## Tabela
| Msc. | Zespół       | M | W | R | P | Br+ | Br- | +/- | Pkt |
| ---- | ------------ | - | - | - | - | --- | --- | --- | --- |
| 1    | Burkina Faso | 6 | 3 | 2 | 1 | 8   | 4   | +4  | 11  |
| 2    | Gabon        | 6 | 3 | 3 | 0 | 9   | 4   | +5  | 12  |
| 3    | Angola       | 6 | 1 | 3 | 2 | 5   | 5   | 0   | 6   |
| 4    | Lesotho      | 6 | 0 | 2 | 4 | 3   | 12  | -9  | 2   |

## Wyniki
| 6 września 2014 18:00 CET | Burkina Faso · Pitroipa 11' · Traoré 49' | 2:0(1:0) | Lesotho | Stadion 4 Sierpnia, Wagadugu |
|                           |                                          |          |         |                              |

| 6 września 2014 18:00 CET | Gabon · Mbingui 45' | 1:0(1:0) | Angola | Stade d'Angondjé, Libreville |
|                           |                     |          |        |                              |

| 10 września 2014 18:00 CET | Angola | 0:3(0:1) | Burkina Faso · 43' Bancé · 49', 57' Pitroipa | Estádio 11 de Novembro, Luanda |
|                            |        |          |                                              |                                |

| 10 września 2014 19:00 CET | Lesotho · Lekhanya 60' | 1:1(0:0) | Gabon · 76' Madinda | Setsoto Stadium, Maseru |
|                            |                        |          |                     |                         |

| 10 października 2014 19:30 CET | Lesotho | 0:0(0:0) | Angola | Setsoto Stadium, Maseru |
|                                |         |          |        |                         |

| 11 października 2014 19:30 CET | Gabon · Aubameyang 67' · Evouna 74' | 2:0(0:0) | Burkina Faso | Stade d'Angondjé, Libreville |
|                                |                                     |          |              |                              |

| 15 października 2014 18:00 CET | Angola · Bastos 2' · Ary Papel 33' · Koetle 47' (sam.) · Love 57' | 4:0(2:0) | Lesotho | Estádio 11 de Novembro, Luanda |
|                                |                                                                   |          |         |                                |

| 15 października 2014 20:00 CET | Burkina Faso · Pitroipa 30' | 1:1(1:0) | Gabon · 76' Evouna | Stadion 4 Sierpnia, Wagadugu |
|                                |                             |          |                    |                              |

| 15 listopada 2014 15:00 CET | Lesotho | 0:1(0:1) | Burkina Faso · Pitroipa 3' | Setsoto Stadium, Maseru |
|                             |         |          |                            |                         |

| 15 listopada 2014 16:00 CET | Angola | 0:0(0:0) | Gabon | Estádio 11 de Novembro, Luanda |
|                             |        |          |       |                                |

| 19 listopada 2014 19:00 CET | Burkina Faso · Pitroipa 45+5' (k) | 1:1(1:1) | Angola · 28' (k) Djalma | Stadion 4 Sierpnia, Wagadugu |
|                             |                                   |          |                         |                              |

| 19 listopada 2014 19:00 CET | Gabon · Madinda 40' · Evouna 51', 80' · 67' | 4:2(1:0) | Lesotho · 55' · 75' | Stade d'Angondjé, Libreville |
|                             |                                             |          |                     |                              |